# شورای سانیو
مجمع سانیو (به ژاپنی: 参預会議) یا سانیو کایگی یا شورای مشاوران، یک شورای امپراتوری بود که در اواخر دوره ادو از سال ۱۸۶۳ به مدت چند ماه در کیوتو وجود داشت. این مجمع به امر امپراتور ژاپن و در راستای کوبو گاتای (اتحاد بین دربار و شوگون‌سالاری) از چندین دایمیوی پرقدرت و باتجربه تشکیل شده بود اما به علت تفاوت آرا و عدم توافق این مجمع چند ماه بیشتر دوام نداشت.

## اعضای مجمع

اعضا
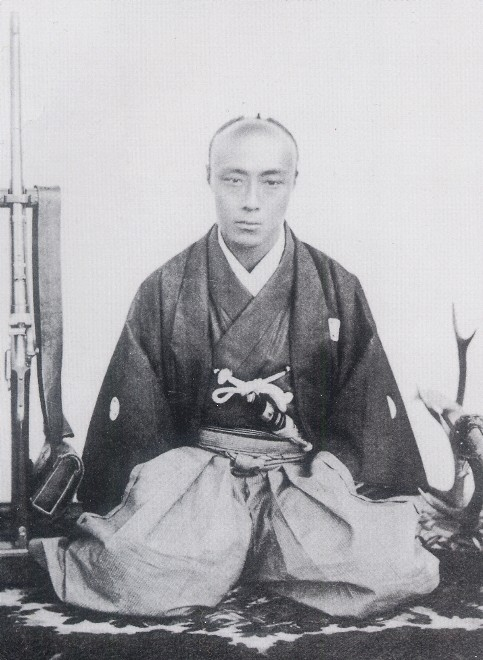
توکوگاوا یوشینوبو
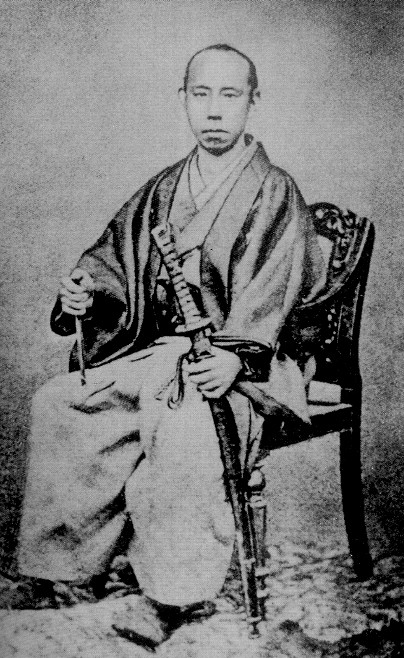
ماتسودایرا یوشیناگا
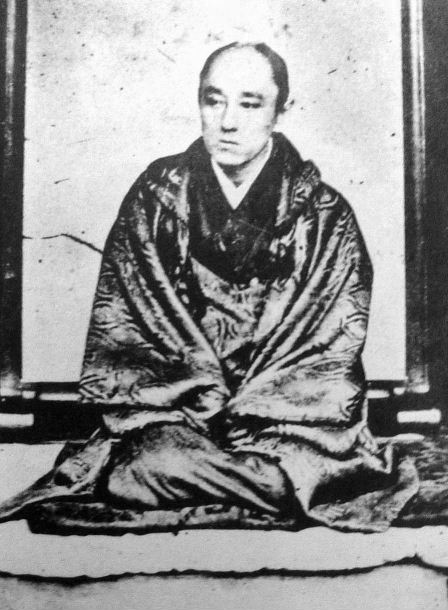
یامائوچی یودو
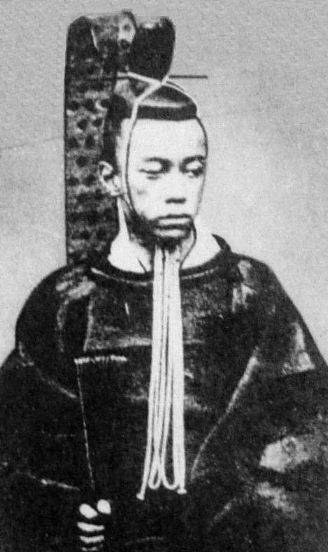
داته مونه‌ناری
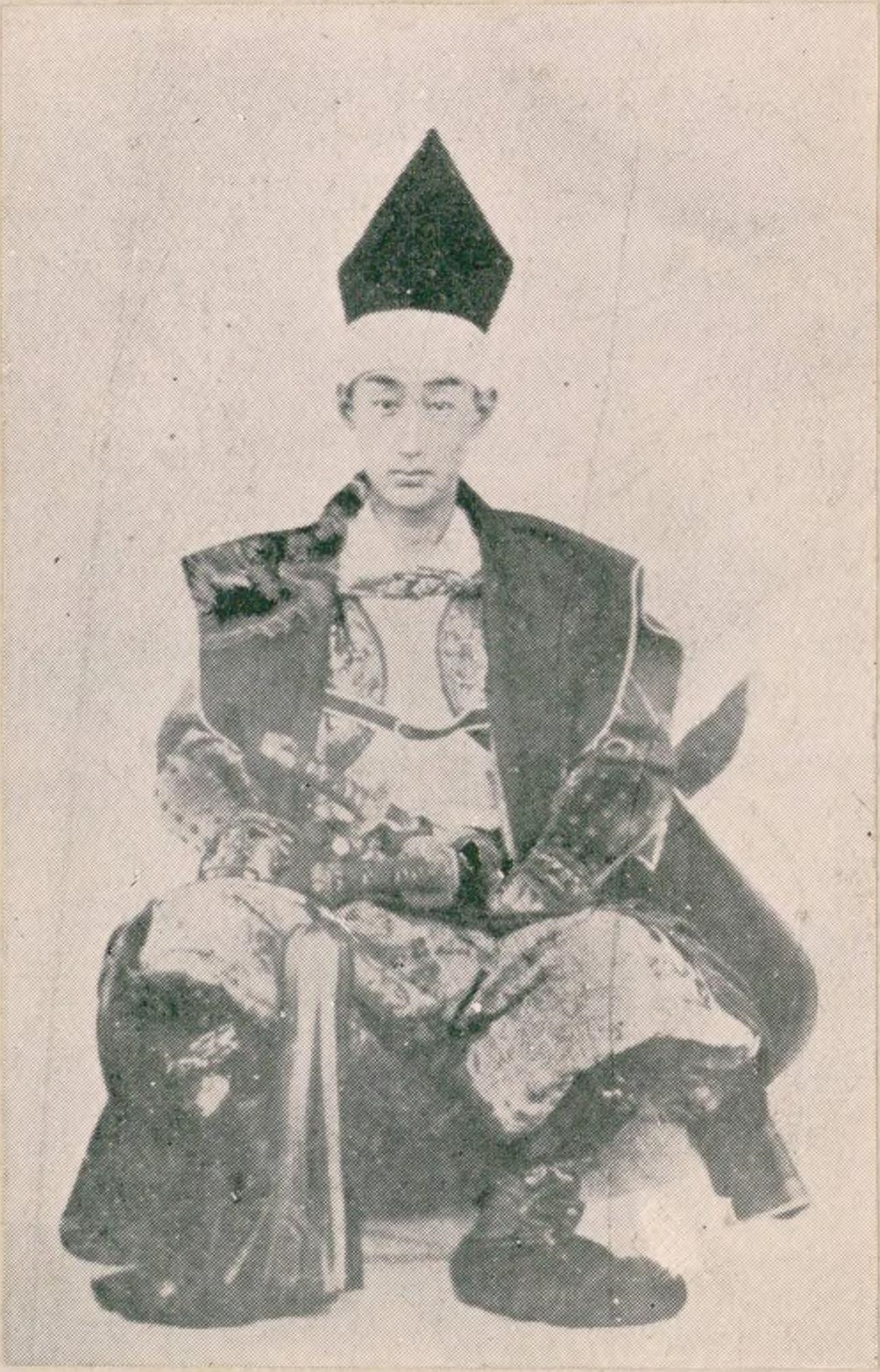
ماتسودایرا کاتاموری
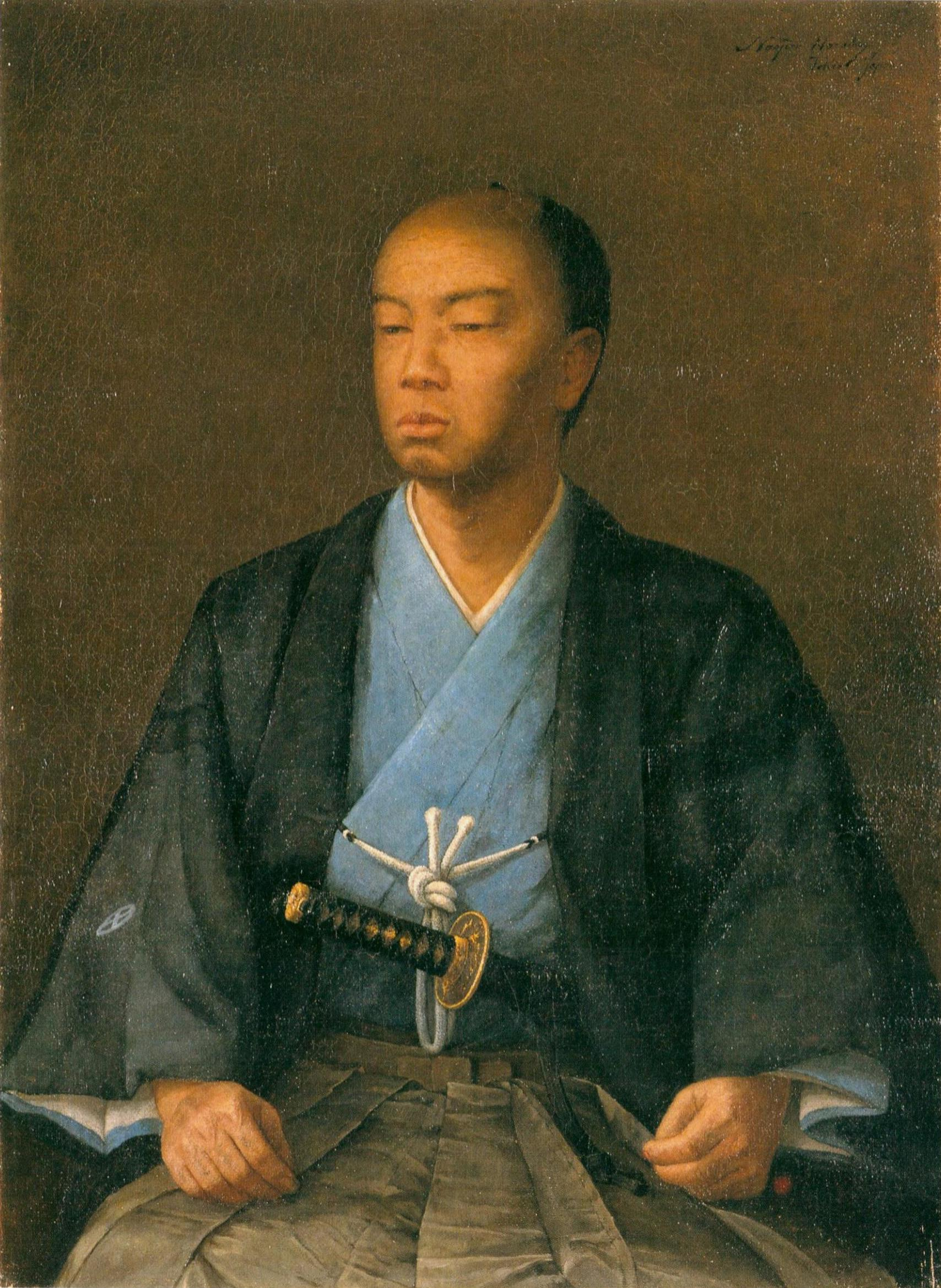
شیمازو هیسامیتسو

جانشین اعضا:
- ناکائوکا مورییوشی، از قلمروی کوماموتو
- کورودا ناگاتومو، از قلمروی فوکائی

به غیر از این اشخاص به توکوگاوا یوشی‌کاتسو نیز دستور شرکت در مجمع داده شد اما وی امتناع کرد.

## فروپاشی شورای مشاوران
مسئله چوشو هیچ نتیجه رضایت‌بخشی نداشت و درگیری بین شورای مشاوران، به ویژه بین توکوگاوا یوشینوبو و شیمازو هیسامیتسو، بر سر مسئله بستن بندر یوکوهاما شدت گرفت، بنابراین شورای مشاوران به سرعت به بن‌بست رسید. شاهزاده ناکاگاوا، نگران این وضعیت، [[۱۶ فوریه (تقویم قمری)، در ۱۶ فوریه (تقویم قمری)، او اربابان فئودال را برای یک مهمانی نوشیدنی به اقامتگاه خود دعوت کرد، اما وقتی کاملاً مست بود، یوشینوبو به هیسامیتسو، شونگاکو و مونه‌ناری اشاره کرد و با عصبانیت به شاهزاده ناکاگاوا گفت: «این سه نفر بزرگ‌ترین احمق‌ها و شرورهای جهان هستند و از شما می‌خواهم که آنها را با من، سرپرست شوگون، یکی نکنید.» (توکوگاوا یوشینوبو کودن، جلد ۳، صفحه ۲۴) «این سه نفر بزرگ‌ترین احمق‌ها و شرورهای جهان هستند، پس چگونه شاهزاده می‌تواند به آنها اعتماد کند؟ از آنجایی که ملکه نقش همسری را به اوسومی نو کامی (شیمازو هیسامیتسو) واگذار کرده است، او چاره‌ای جز پیروی از او نخواهد داشت، اما از فردا، او توسط شخص دیگری فرستاده خواهد شد، بنابراین او نیز از او پیروی خواهد کرد. مقام نگهبان جهان را نمی‌توان با سه احمق بزرگ یکسان دانست. از این گذشته، این واقعیت که سخنان این سه مرد مورد اعتماد است، منجر به اشتباهی شده است که امروز می‌بینیم.»</ref>بنابراین، هیسامیتسو که ناراحت بود، سانیوکای را کاملاً رها کرد و از همکاری با شوگون‌سالاری دست کشید. شونگاکو و کوماتسو کیوتاکا (یکی از اعضای ارشد قلمرو ساتسوما) سعی در میانجیگری داشتند، اما یوشینوبو نیز شروع به درگیری با مشاوران ارشد شوگون‌سالاری کرد و مشاور ارشد میزونو تاداآکی (ارباب قلمرو یاماگاتا) تا آنجا پیش رفت که گفت: «سانیوکای مایه دردسر جهان است و بهتر است که لغو شود.»。.
بنابراین، سانیوکای بدون دستیابی به هیچ نتیجه مهمی فروپاشید. در ۲۵ فوریه (تقویم قمری)، یامائوچی یودو اولین کسی بود که کیوتو را ترک کرد و در ۹ مارس (تقویم قمری) یوشینوبو از سمت خود به عنوان عضو سان‌یو استعفا داد. سان‌یوهای دیگر نیز یکی پس از دیگری استعفا دادند.